# 18862 Warot
18862 Warot è un asteroide della fascia principale. Scoperto nel 1999, presenta un'orbita caratterizzata da un semiasse maggiore pari a 2,4560995 UA e da un'eccentricità di 0,1495913, inclinata di 1,85125° rispetto all'eclittica.